# Тріггві Тоургалльссон
Тріггві Тоургалльссон (ісл. Tryggvi Þórhallsson; 9 лютого 1889 — 31 липня 1935) — ісландський політик, прем'єр-міністр країни від кінця серпня 1927 до початку червня 1932 року.

## Життєпис
Народився в родині єпископа. Середню освіту здобув у Рейк'явіку, після чого вступив до Університету Ісландії на теологічний факультет, який закінчив 1912 року. Після завершення навчання викладав закон божий у Рейк'явіку, від 1913 до 1917 року був священником. Від 1916 до 1917 року паралельно був професором теології в alma mater. Потім до 1927 року був головним редактором газети Tíminn.
1923 року розпочав політичну кар'єру, ставши кандидатом на виборах до альтингу.
28 серпня 1927 року замінив Йоуна Торлаукссона на посаді голови уряду. 1931 року розпустив альтинг, коли депутати збирались винести вотум недовіри уряду. Окрім цього, Тріггві також обіймав посади міністра промисловості, міністра фінансів, міністра юстиції, а також міністра у справах релігії.